# 環紋臼齒麗鯛
無吸盤臼齒麗鯛，為輻鰭魚綱鱸形目隆頭魚亞目慈鯛科的其中一種，分布於非洲馬拉威湖流域，為特有種，體長可達16.2公分，棲息在沙底質開放淺水域，生活習性不明，可作為觀賞魚。

## 擴展閱讀
維基物種上的相關：無吸盤臼齒麗鯛